# NGC 6067
NGC 6067 è un piccolo ma brillante ammasso aperto posto in direzione della costellazione del Regolo.

## Osservazione

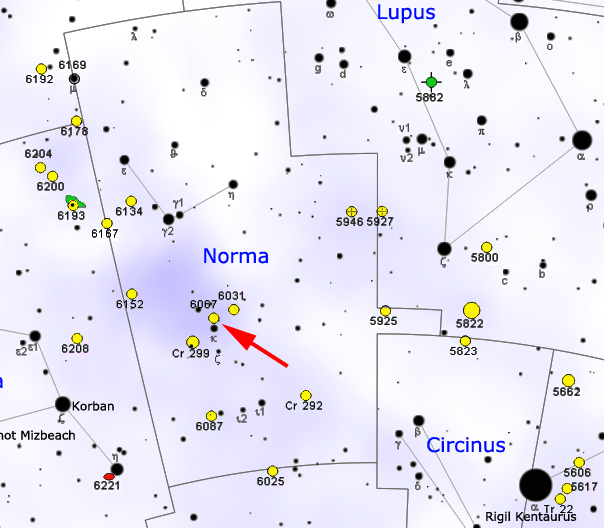
Mappa per individuare NGC 6067.

Si trova al centro della costellazione, circa 4 gradi a sud della coppia di stelle γ1-γ2 Normae, nei pressi della grande nube stellare che domina il Regolo; l'osservazione a occhio nudo non è facile, poiché si confonde con la luminosità della nube, e bisogna ricorrere all'uso di un binocolo per individuarlo e per iniziarne la risoluzione. Con l'ausilio di un piccolo telescopio la risoluzione è completa, con evidenti diverse decine di stelle anche a ingrandimenti piuttosto bassi. Le componenti più luminose sono di magnitudine 9, cui si aggiungono diverse decine di stelle fino alla magnitudine 12.
A causa della sua declinazione fortemente meridionale, quest'ammasso può essere osservato soprattutto da osservatori situati nell'emisfero australe della Terra; la sua osservazione dall'emisfero nord è possibile solo in vicinanza delle latitudini tropicali. Il periodo migliore per la sua osservazione nel cielo serale è quello compreso fra maggio e ottobre.

## Storia delle osservazioni
NGC 6067 è stato scoperto da James Dunlop nel 1826 nel periodo del suo soggiorno in Australia e lo inserì nel suo catalogo l'anno successivo; egli scoprì e catalogò un gran numero di ammassi situati in queste regioni di cielo australe. In seguito venne riosservato da John Herschel, che lo descrisse come un oggetto piuttosto luminoso e ricco, formato da stelle a partire dalla magnitudine 10.

## Caratteristiche
NGC 6067 è un ammasso piuttosto ricco e concentrato, situato alla distanza di circa 1417 parsec (4620 anni luce) dal Sole, nel mezzo del Braccio del Sagittario; alcune stime tendono ad aumentare leggermente la distanza, fino a 1750 parsec (5700 anni luce). La sua età è stimata sui 120 milioni di anni e infatti non contiene alcuna stella particolarmente massiccia e delle prime classi spettrali, da tempo già esplose come supernovae.
Nella sua direzione sono state individuate numerose variabili cefeidi, come nel vicino NGC 6087; diversi studi si sono così concentrati nel determinare se queste stelle siano o meno dei membri effettivi dell'ammasso o se si trovino nella sua direzione solo per un effetto prospettico. Gli studi più recenti indicano che le stelle QZ Normae e V340 Normae fanno effettivamente parte dell'ammasso, mentre GU Normae sarebbe una stella situata in primo piano e slegata da esso.